# کاندرن
شهر کاندرن (به آلمانی: Kandern) در ایالت بادن-وورتمبرگ در کشور آلمان واقع شده‌است.